# Saint-Maurice-en-Chalencon
 Saint-Maurice-en-Chalencon  es una población y comuna francesa, ubicada en la región de Ródano-Alpes, departamento de Ardèche, en el distrito de Tournon-sur-Rhône y cantón de Vernoux-en-Vivarais.

## Demografía
| 329 | 268 | 206 | 163 | 161 | 181 |
| Para los censos de 1962 a 1999 la población legal corresponde a la población sin duplicidades (Fuente: INSEE [Consultar]) |     |     |     |     |     |